# Arnold Hildebrand (Apotheker)
Arnold Hildebrand (geboren 26. Januar 1808 in Münden; gestorben 15. Oktober 1884 in Hannover) war ein deutscher Apotheker, Bergkommissar liberaler Politiker und Senator. Er galt in seiner Zeit als „einer der bedeutendsten Pharmaceuten.“

## Leben
Geboren in der sogenannten „Franzosenzeit“ im Kurfürstentum Braunschweig-Lüneburg während der Personalunion zwischen Großbritannien und Hannover als Sohn eines Mündener Kaufmannes, begann Arnold Hildebrand im Alter von etwa 15 Jahren in der Oberharzer Bergstadt Clausthal 1823 eine Lehre als Apotheker.
Nach seiner Übersiedelung in die Residenzstadt des Königreichs Hannover übernahm er im Jahr 1839 die Verwaltung der zuvor von dem verstorbenen Friedrich Wilhelm Brande geführten „Brandeschen“ beziehungsweise hannoverschen Hofapotheke. Im selben Jahr trat er der Naturhistorischen Gesellschaft zu Hannover bei, der er seitdem zeitlebens angehörte und für die er von 1850 bis 1857 als Vorstandsmitglied amtierte.

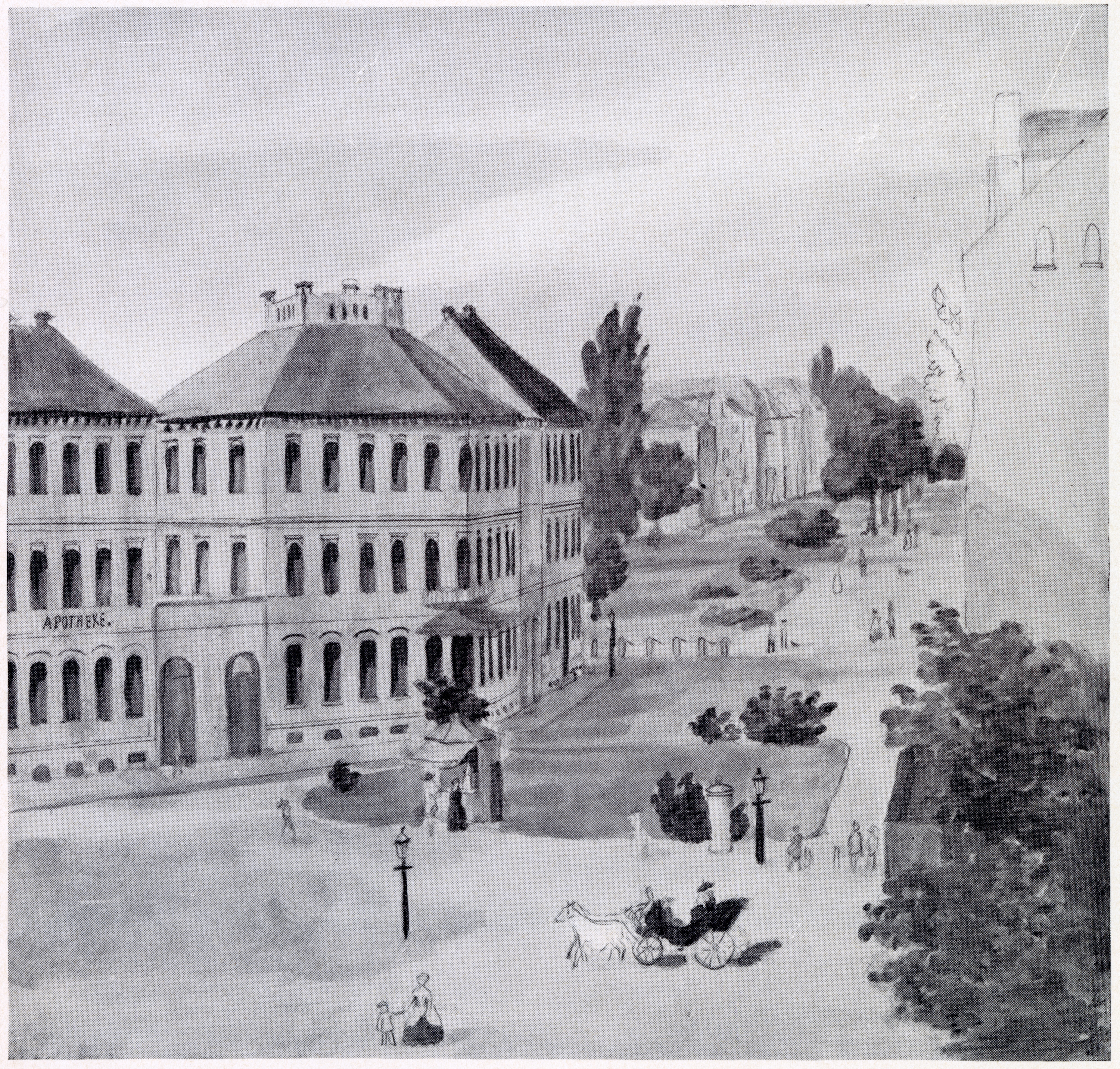
Die Hildebrandsche oder Aegidien-Apotheke am Aegidientorplatz mit Blick in die Georgstraße;
Aquarell von Luise Hildebrand, um 1870

Unterdessen hatte Hildebrand 1845 die seinen eigenen Namen tragende Apotheke an der Breitenstraße gegründet.
1855 wurde Arnold Hildebrand erstmals von seinen hannoveraner Mitbürgern zum Bürgervorsteher gewählt. In einer weiteren Wahlperiode übernahm er zudem das Amt des Vize-Wortführers. 1861 wurde er mit großer Mehrheit erstmals zum Senator der Stadt Hannover gewählt, „unter der Herrschaft des Ministeriums Borries“ jedoch nicht im Amt bestätigt, angeblich „aus Furcht“ seitens des Minsters, er könne nach einer Amtszeit von 6 Jahren resignieren. Erst nach einer erneuten Wahl zum Senator im Jahr 1863 musste das Ministerium Hildebrand im Amt bestätigen, der dann bis 1869 dem Magistrat angehörte. Sein hohes Ansehen veranlasste die hannoversche Regierung, Hildebrand als pharmazeutischen Mitarbeiter in das hannoversche Obermedizinalkolleg zu berufen. Später wurde er in dieser Tätigkeit und seinen Amt durch das Ministerium Borries entbunden und 1869 in den Ruhestand entlassen. „Der alleinige Grund war, dass Hildebrand der gemäßigt liberalen Partei angehörte und deren Grundsätze mit Ruhe und Festigkeit in engeren und weiteren Kreisen vertrat.“
Um 1882 berief Hildebrand den bis dahin in Lauenau am Deister tätigen Apotheker Carl Engelke nach Hannover, um seine Aegiden-Apotheke durch ihn verwalten zu lassen.
Arnold Hildebrand starb 1884. Er galt als Musterbeispiel für bürgerliche Tugenden, war stiller Wohltäter für Arme und half jungen Talenten beim Einstieg in ihre beruflichen Laufbahnen.

## Familie und Abbildungen
Hildebrands Tochter Luise Hildebrand (verheiratet Luise Salfeld; geboren 5. September 1846 in Hannover; gestorben 5. Januar 1940 ebenda) schuf 1872 oder 1873 das Aquarell „Blick vom Aegidientorplatz in die Georgstraße“, das unter anderem die väterliche Apotheke „im Zustand um 1863“ zeigt. Das Bild gelangte über den „Pastor i.R. Saalfeld“ aus Soltau in das Historische Museum Hannover.